# Fernando Salazar
Fernando „Pollo” Salazar Lomelí (ur. 13 lipca 1979 w Guadalajarze) – meksykański piłkarz występujący na pozycji prawego obrońcy.

## Kariera klubowa
Salazar pochodzi z miasta Guadalajara i jest wychowankiem akademii juniorskiej tamtejszego zespołu Club Atlas. Do seniorskiej drużyny został włączony jako dziewiętnastolatek przez szkoleniowca Ricardo Lavolpe i w meksykańskiej Primera División zadebiutował 20 marca 1999 w wygranym 1:0 spotkaniu z Tigres UANL. Już w swoim premierowym sezonie, Verano 1999, zdobył ze swoją drużyną tytuł wicemistrza Meksyku, jednak pozostawał wówczas wyłącznie rezerwowym ekipy. Pewne miejsce w wyjściowej jedenastce wywalczył sobie dopiero kilka miesięcy później. Pierwszą bramkę w najwyższej klasie rozgrywkowej strzelił 26 lutego 2000 w wygranych 3:1 derbach miasta z Chivas. W styczniu 2001 udał się na półroczne wypożyczenie do Deportivo Toluca, gdzie również miał niepodważalne miejsce w wyjściowej jedenastce. Po powrocie do Atlasu nie zdołał jednak odnieść żadnego sukcesu mimo regularnej gry w wyjściowej jedenastce. Ogółem barwy tego klubu reprezentował przez niemal sześć lat, zdobywając sześć goli w 168 ligowych meczach.
Wiosną 2005 Salazar został zawodnikiem drużyny CF Pachuca. Tam od razu został kluczowym punktem linii defensywy i już po upływie roku, podczas wiosennego sezonu Clausura 2006, zdobył z tym zespołem mistrzostwo Meksyku. W tym samym roku zajął również z Pachucą drugie miejsce w superpucharze kraju, Campeón de Campeones, a także triumfował w południowoamerykańskich rozgrywkach Copa Sudamericana. W sezonie Clausura 2007 wywalczył z ekipą prowadzoną przez Enrique Mezę kolejny, drugi już tytuł mistrza kraju, a w tym samym roku zajął też drugie miejsce w Recopa Sudamericana, wygrał rozgrywki SuperLigi, triumfując również w najbardziej prestiżowym turnieju północnoamerykańskiego kontynentu, Pucharze Mistrzów CONCACAF. Dzięki temu jego drużyna mogła wziąć udział w Klubowych Mistrzostwach Świata, gdzie jednak odpadła już w ćwierćfinale, zajmując przedostatnie, szóste miejsce. W 2008 roku powtórzył za to jeden z sukcesów sprzed dwunastu miesięcy, po raz drugi zdobywając Puchar Mistrzów CONCACAF.
Latem 2008 Salazar przeszedł do klubu Monarcas Morelia, gdzie od razu wywalczył sobie pewne miejsce w wyjściowej jedenastce. Pierwszy i zarazem jedyny sukces z tą drużyną odniósł w 2010 roku, kiedy to już po raz drugi w karierze triumfował w rozgrywkach SuperLigi. Mocną pozycję w linii defensywy stracił dopiero jesienią 2010 na rzecz Enrique Péreza, wobec czego w styczniu 2011 udał się na półroczne wypożyczenie do zespołu Club Necaxa z siedzibą w mieście Aguascalientes. Tam, mimo regularnych występów, na koniec sezonu 2010/2011 spadł jednak z ekipą do drugiej ligi meksykańskiej. Bezpośrednio po tym został wypożyczony po raz kolejny, tym razem na dwanaście miesięcy do drugoligowego Club León, z którym zdominował rozgrywki Liga de Ascenso i na koniec sezonu 2011/2012 pomógł temu zespołowi w powrocie do najwyższej klasy rozgrywkowej po dziesięciu latach nieobecności.

## Kariera reprezentacyjna
W 2003 roku Salazar został powołany przez selekcjonera Ricardo Lavolpe na Złoty Puchar CONCACAF. Właśnie podczas tego turnieju zadebiutował w seniorskiej reprezentacji Meksyku, 13 lipca w wygranym 1:0 meczu fazy grupowej z Brazylią. W rozgrywkach Złotego Pucharu pełnił funkcję podstawowego piłkarza zespołu, rozgrywając wszystkie pięć spotkań bez zdobyczy bramkowej, zaś jego drużyna triumfowała ostatecznie podczas tej imprezy. On sam później występował już wyłącznie w meczach towarzyskich, a swój bilans w barwach narodowych zamknął na dziewięciu rozegranych konfrontacjach, ani razu nie wpisując się na listę strzelców.